# محمدکاظم سیفیان
محمدکاظم سیفیان (متولد ۱۳۱۴–۷ خرداد ۱۳۹۵) سیاستمدار ایرانی بود.

## مسئولیت‌ها و پیشینه اجرایی
- اولین رئیس بنیاد مسکن انقلاب اسلامی و از اعضای فعال و اثرگذار حزب ملل اسلامی
- استاندار استان مرکزی در سال ۱۳۶۰[۲]
- شهردار تهران از ۲۲ مهر ۱۳۶۱ تا ۲ شهریور ۱۳۶۲ به مدت ۹ ماه (با حکم سید روح‌الله خمینی، چهارمین شهردار تهران پس از انقلاب اسلامی)[۳]
- نمایندگی مردم تهران در مجلس شورای اسلامی (دوره چهارم) از سال ۱۳۷۱ تا ۱۳۷۵[۴]